# Dwaze Moeders

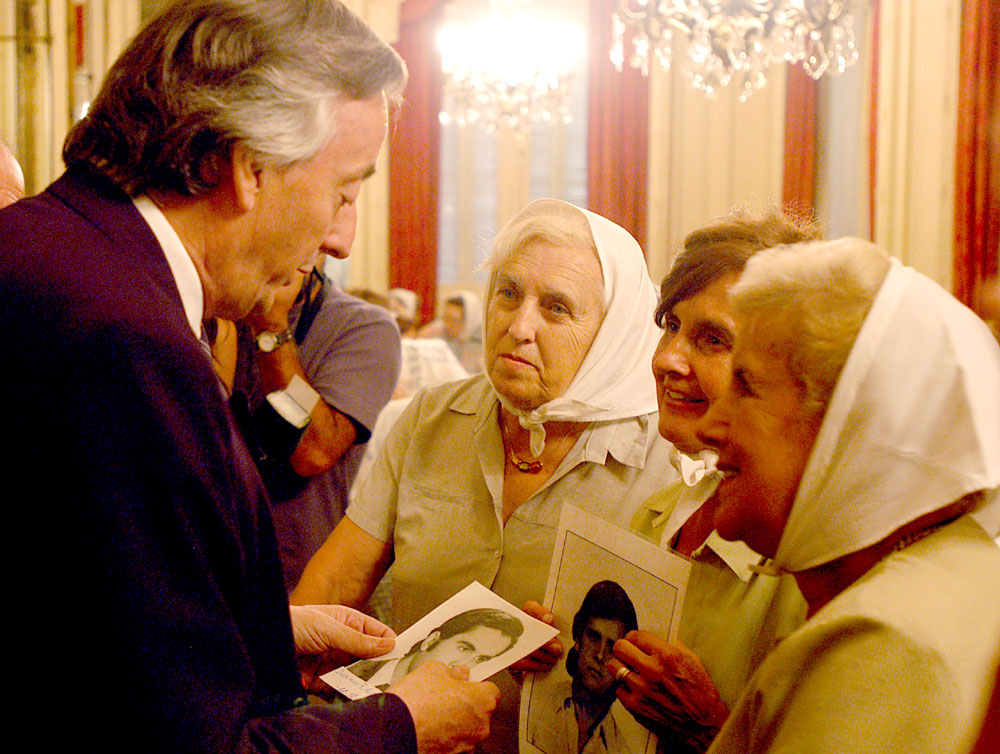
Drie leden van de Dwaze Moeders met president Néstor Kirchner, 2005

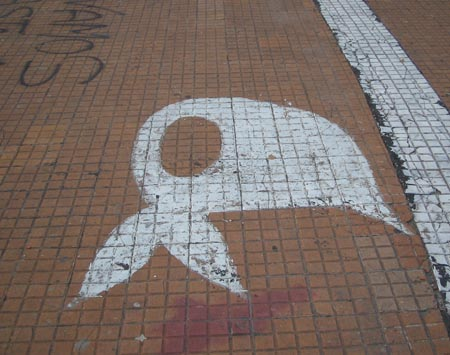
Witte sjaal, het symbool van de dwaze moeders (op het plaveisel van Plaza de Mayo, Buenos Aires)

De Dwaze Moeders (Asociación Madres de Plaza de Mayo, Vereniging van Moeders van het Meiplein) is een groepering van Argentijnse moeders van desaparecidos, verdwenen personen. Volgens cijfers van de Argentijnse regering verdwenen onder de dictatuur van de militaire junta, die het land van 1976 tot 1983 bestuurde, 13.000 mensen. Mensenrechtenorganisaties houden het echter op 30.000 verdwijningen.
Deze beweging is spontaan ontstaan toen een groep moeders opheldering ging vragen aan de autoriteiten over hun vermiste kinderen. Ze werden niet ontvangen en gingen toen maar zwijgend over het plein lopen. De volgende week kwamen ze terug en zo elke week, bijna dertig jaar lang.
Initiatiefnemer van de Dwaze Moeders was Azucena Villaflor. In 1977 verdween zij met negen andere vrouwen spoorloos. De leiding van de groep werd overgenomen door Hebe de Bonafini (1928-2022). De Bonafini was een bewonderaar van Fidel Castro; zij en de huidige Argentijnse regering uitten zich regelmatig provocerend.
De Dwaze Moeders kregen internationaal veel aandacht en steun. Vanuit Nederland zetten Liesbeth den Uyl en Mies Bouhuys zich voor hen in. Beiden waren voorzitter van Steun Aan Argentijnse Moeders. Herman Van Veen zong over hen het nummer ‘Signalen’.
Doordat vele moeders zich niet meer vertegenwoordigd voelden door Hebe de Bonafini hebben ze hun eigen organisatie opgericht, genaamd Linea Fundadora. Nora Cortiñas is hiervan de voorzitter. Zij uit zich regelmatig tegen de Argentijnse regering.

## Onderscheidingen
In 1992 ontvingen de Dwaze Moeders de Sacharovprijs voor de Vrijheid van Denken van het Europees Parlement. De Sacharovprijs is bestemd voor personen en organisaties die zich wijden aan de bescherming van de rechten en fundamentele vrijheden van de mens.
In 1997 ontvingen ze de Geuzenpenning en in 1999 de UNESCO-prijs voor Vredeseducatie.